# ATP Severtrans Sombor
ATP Severtrans Sombor je srpska kompanija za prevoz putnika iz Sombora.

## Istorijat
Osnivanjem Državnog autotransportnog preduzeća (DASP) 1947. godine počeo je razvitak današnjeg ATP »Severtrans«-a. Vozila oformljenog preduzeća bila su 15 trofejnih kamiona koji su služili za prevoz robe i putnika, te prve godine poslovanja sa trofejnim vozilima prevezeno je 60.000 putnika i 5.000 tona robe sa ukupno 45 zaposlenih radnika, 1947. godine DASP je imao četiri registrovane linije sa ukupno osam polazaka. Posle godinu dana uspešnog rada počinje prvo integraciono povezivanje sa tadašnjim srodnim preduzećima, a ujedno i promena naziva u »Gradsko transportno preduzeće« Sombor. Kao i sva preduzeća širom Jugoslavije i radnici »Gradskog transportnog preduzeća« 1950. godine biraju svoje organe tadašnje Radničke samouprave.
U periodu od 1961. do 1966. godine preduzeće posluje pod nazivom ATP »Sombortrans« Sombor i sa najvećom ekspanzijom razvoja do tada. U tom periodu došlo je do velikih integracionih povezivanja sa Autotransportnim preduzećima iz Odžaka, Sente i Ade, a iz Sombora ovoj integraciji pristupaju tadašnja preduzeća »Dunavturist« i »Skladištar«. Nakon završenih navedenih integracionih povezivanja, radna organizacija dobija današnji naziv ATP »Severtrans« Sombor, sa datumom registracije 31. 12. 1966. godine.
Sedamdesetih godina ATP »Severtrans« raspolagao je sa 150 modernih autobusa sa kapacitetom registrovanih mesta od 10.980, a broj zaposlenih je bio 700 radnika. Autobusi su bili domaće proizvodnje a uglavnom iz proizvodnog programa »FAP« — »Famos« — »11. Oktomvri« (FFB). Broj prevezenih putnika godišnje je bio 12.188.520, dok je pređeno kilometara godišnje 13.127.000. ATP »Severtrans« je imao registrovano 80 linija a broj polazaka je bio 376. Godine 1974. ATP »Severtrans« pristupa u preduzeće »Panonijatrans« Novi Sad gde su se udružila uglavnom sva transportna preduzeća na teritoriji AP Vojvodine. Godine 1977, izrađena je i nova autobuska stanica.

## Danas
Somborsko preduzeće Severtrans prodato je na aukciji za 460 miliona dinara vlasniku novosadske Jerković grupe Miletu Jerkoviću. U septembru 2007 po ceni 12,5 puta veće od početne. Istovremeno su najavljena ulaganja od 10 milona evra. Novo rukovodstvo je angažovalo Saobraćajni institut CIP. „Severtrans” ima dvadeset linija iz Sombora za Beograd, a iz Beograda prema ovom gradu dnevno ima osamnaest autobusa. Tu je i posebna linija Sombor–Beograd, zatim do Zagreba, i iz Novog Sada prema Zagrebu, vozi se sa Vrnjačku Banju, Sokobanju, Novi Grad, Suboticu i Teslić. Redovne su i linije prema Berlinu, Frankfurtu, Štutgartu i Hamburgu, a organizuje se i prevoz učenika koji idu na ekskurzije.
Godine 2007. „Severtrans” je prevezao blizu sedam miliona putnika. Pored njega od velikih srpskih prevozničkih firmi tu su Lasta Beograd, od 2006 Niš expres dok je ATP Vojvodina od 2008 otišla u stečaj. Navedene članice grupe Panonija bus vrše svakodnevni prevoz za Nemačku na raznim relacijama u kooperaciji sa partnerom iz Nemačke - Deutsche Touring GmbH Frankfurt/M.
U martu 2009 godine republička agencija za privatizaciju poništila je ugovor o privatizaciji sa Jerković grupom, određen je zastupnik kapitala, a država je ponovo većinski vlasnik preduzeća. Ugovor je raskinut zbog izostanka investicija. Delatnosti preduzeća su opravka i održavanje voznog parka kao i pružanje staničnih usluga, dok su pomoćne delatnosti kojima se bavi preduzeće spadaju: turizam, tehnički pregled vozila, usluge održavanje vozila. Isto tako i prevoz putnika kako u unutrašnjem tako i u međunarodnom saobraćaju. U unutrašnjem prevozu putnika postoje tri vrste linija: gradske, prigradske i međugradske.

## Literatura
- Ilustrovana poslovna lična karta Sombora, Interpregled Beograd 1976. godina
- Red vožnje ATP Sevrtrans 2008/09

## Spoljašnje veze
- ATP Sevrtrans
- Panonija bus Novi Sad
- Izveštaj Beogradske berze o poslovanju